# Кубок Польщі з футболу 1984—1985
Кубок Польщі з футболу 1984–1985 — 31-й розіграш кубкового футбольного турніру в Польщі. Титул вперше здобув Відзев (Лодзь).

## Календар
| Раунд        | Дата                          | Матчі | Клуби    |
| ------------ | ----------------------------- | ----- | -------- |
| Перший раунд | 29 липня 1984                 | 32    | 112 → 80 |
| Другий раунд | 5-8 серпня 1984               | 32    | 80 → 48  |
| Третій раунд | 15-22 серпня 1984             | 16    | 48 → 32  |
| 1/16 фіналу  | 5 вересня - 28 жовтня 1984    | 16    | 32 → 16  |
| 1/8 фіналу   | 28 жовтня - 28 листопада 1984 | 8     | 16 → 8   |
| 1/4 фіналу   | 2-13 березня 1985             | 8     | 8 → 4    |
| 1/2 фіналу   | 3 квітня - 13 червня 1985     | 4     | 4 → 2    |
| Фінал        | 26 червня 1985                | 1     | 2 → 1    |

## Перший раунд
| Команда 1                   | Рахунок      | Команда 2                    |
| --------------------------- | ------------ | ---------------------------- |
| 29 липня 1984               |              |                              |
| ЛКС Ґрудиня-Велика          | 2:1 дч       | Сталь (Ряшів)                |
| Люблінянка (Люблін)         | 2:0          | Чувай (Перемишль)            |
| Будовляні (Вроцлав)         | 0:3          | П'яст (Нова Руда)            |
| Лімановія (Ліманова)        | 1:0          | Карпати (Кросно)             |
| Прокоцім (Краків)           | 2:2 пен. 4:2 | Радомяк-2 (Радом)            |
| Ядовнічанка (Ядовники)      | 3:1          | Віслока (Дембиця)            |
| Ґраніца (Богатиня)          | 1:3          | Буґ (Вишкув)                 |
| Влодав'янка (Влодава)       | 1:3          | Гетьман (Замостя)            |
| ГКС (Белхатув)              | 2:0          | Погонь (Олесниця)            |
| Гурник-2 (Конін)            | 2:1          | Орзел (Лодзь)                |
| Мазовія (Рава-Мазовецька)   | 1:1 пен. 6:7 | Полонія (Варшава)            |
| Варта (Серадз)              | 4:0          | Відзев-2 (Лодзь)             |
| Ягеллонія-2 (Білосток)      | 2:1          | Мазур (Елк)                  |
| Промнік (Ласкажев)          | 3:5          | Гвардія (Щитно)              |
| Повісьлє (Чернін)           | 2:0          | Вежица (Старогард-Ґданський) |
| Олімпія (Замбрів)           | 2:3          | АЗС Біла Підляська           |
| Балтик-2 (Гдиня)            | 3:1          | Млав'янка (Млава)            |
| Велім (Щецінек)             | 3:2          | Флота (Свіноуйсьце)          |
| З'єдночені (Пшиточна)       | 1:2 дч       | Арконія (Щецин)              |
| Влокняж (Каліш)             | 0:1          | Варта (Познань)              |
| Старт (Радзеюв)             | 2:1 дч       | Лех-2 (Познань)              |
| Полонія (Ястрове)           | 1:2          | Чарні (Слупськ)              |
| Спарта (Бродниця)           | 0:2          | Завіша (Бидгощ)              |
| Гурник (Польковіце)         | 0:2          | Лехія (Зелена Гура)          |
| Промень (Жари)              | 2:2 пен. 2:3 | Полонія (Лешно)              |
| П'яст (Щешин)               | 0:7          | ГКС (Тихи)                   |
| Вавель (Вірек)              | 0:0 пен. 3:4 | БКС Сталь (Бельсько-Бяла)    |
| АКС Бусько-Здруй            | 0:0 пен. 6:5 | Гурник (Войковиці)           |
| Погонь (Бляховня)           | 0:8          | Краковія-2 (Краків)          |
| Вікторія (Ченстохова)       | 1:3          | Метал (Ключборк)             |
| Ґранат (Скаржисько-Каменна) | 3:1          | Сярка-2 (Тарнобжег)          |
| Електронік (Пясечно)        | +:-          | Вісла-2 (Плоцьк)             |

## Другий раунд
| Команда 1                   | Рахунок      | Команда 2                       |
| --------------------------- | ------------ | ------------------------------- |
| 5 серпня 1984               |              |                                 |
| Гвардія (Щитно)             | 2:0          | Ягеллонія (Білосток)            |
| АКС Бусько-Здруй            | 0:3          | П'яст (Гливиці)                 |
| П'яст (Нова Руда)           | 3:2          | Одра (Ополе)                    |
| Полонія (Лешно)             | 1:8          | Заглембє (Любін)                |
| Варта (Познань)             | 0:0 пен. 4:5 | Хемік (Полице)                  |
| ГКС (Белхатув)              | 1:2 дч       | Заглембє (Валбжих)              |
| Прокоцім (Краків)           | 1:5          | Бронь (Радом)                   |
| Краковія-2 (Краків)         | 0:3          | Вікторія (Явожно)               |
| Ядовнічанка (Ядовники)      | 2:1          | Гурник (Кнурув)                 |
| Лімановія (Ліманова)        | 0:5          | Полонія (Битом)                 |
| Балтик-2 (Гдиня)            | 1:0          | Вісла (Плоцьк)                  |
| Арконія (Щецин)             | 1:0          | Олімпія (Познань)               |
| Полонія (Варшава)           | 1:1 пен. 1:3 | Гвардія (Варшава)               |
| Лехія (Зелена Гура)         | 1:0          | Стільон (Гожув-Великопольський) |
| Завіша (Бидгощ)             | 1:3          | Лехія (Гданськ)                 |
| ГКС (Тихи)                  | 1:0          | Одра (Водзіслав-Шльонський)     |
| Ягеллонія-2 (Білосток)      | 2:2 пен. 4:5 | Бленкітні (Кельці)              |
| Повісьлє (Чернін)           | 2:1          | Арка (Гдиня)                    |
| Чарні (Слупськ)             | 2:1 дч       | Целюльоза (Костшин)             |
| Метал (Ключборк)            | 1:1 пен. 2:3 | Мото (Єльч Олава)               |
| ЛКС Ґрудиня-Велика          | 2:3          | Радомяк (Радом)                 |
| Гетьман (Замостя)           | 1:0          | Сталь (Стальова Воля)           |
| АЗС Біла Підляська          | 1:1 пен. 3:4 | Олімпія (Ельблонг)              |
| Люблінянка (Люблін)         | 1:0          | Корона (Кельці)                 |
| БКС Сталь (Бельсько-Бяла)   | 0:0 пен. 2:4 | Гутник (Краків)                 |
| Електронік (Пясечно)        | 0:1          | Гутнік (Варшава)                |
| Велім (Щецінек)             | 0:1          | Сталь (Щецін)                   |
| Старт (Радзеюв)             | 1:2          | Влукняж (Паб'яниці)             |
| Варта (Серадз)              | 5:2          | Ракув (Ченстохова)              |
| Буґ (Вишкув)                | 2:1          | Ресовія (Ряшів)                 |
| 8 серпня 1984               |              |                                 |
| Гурник-2 (Конін)            | 0:3          | Сталь (Мелець)                  |
| Ґранат (Скаржисько-Каменна) | 1:2          | Іглоополь (Дембиця)             |

## Третій раунд
| Команда 1              | Рахунок      | Команда 2           |
| ---------------------- | ------------ | ------------------- |
| 15 серпня 1984         |              |                     |
| Вікторія (Явожно)      | 2:0          | П'яст (Гливиці)     |
| П'яст (Нова Руда)      | 2:1          | Полонія (Битом)     |
| Чарні (Слупськ)        | 0:1          | Хемік (Полице)      |
| Іглоополь (Дембиця)    | 1:0          | Сталь (Мелець)      |
| Ядовнічанка (Ядовники) | 1:1 пен. 5:4 | Бленкітні (Кельці)  |
| Сталь (Щецін)          | 4:1          | Балтик-2 (Гдиня)    |
| Арконія (Щецин)        | 2:1          | Олімпія (Ельблонг)  |
| Лехія (Зелена Гура)    | 3:2 дч       | Заглембє (Любін)    |
| Повісьлє (Чернін)      | 0:3          | Гвардія (Щитно)     |
| Мото (Єльч Олава)      | 1:1 пен. 4:2 | Заглембє (Валбжих)  |
| Гетьман (Замостя)      | 2:1          | Люблінянка (Люблін) |
| ГКС (Тихи)             | 1:2          | Гутник (Краків)     |
| Варта (Серадз)         | 1:3 дч       | Влукняж (Паб'яниці) |
| Буґ (Вишкув)           | 2:1 дч       | Гутнік (Варшава)    |
| 22 серпня 1984         |              |                     |
| Бронь (Радом)          | 0:0 пен. 5:4 | Радомяк (Радом)     |
| Гвардія (Варшава)      | 3:1          | Лехія (Гданськ)     |

## 1/16 фіналу
| Команда 1              | Рахунок      | Команда 2            |
| ---------------------- | ------------ | -------------------- |
| 5 вересня 1984         |              |                      |
| Ядовнічанка (Ядовники) | 1:7          | Відзев (Лодзь)       |
| Гетьман (Замостя)      | 1:5          | Легія (Варшава)      |
| Гутник (Краків)        | 0:1          | Гурник (Забже)       |
| Вікторія (Явожно)      | 3:1          | Рух (Хожув)          |
| П'яст (Нова Руда)      | 2:1 дч       | Гурник (Валбжих)     |
| Хемік (Полице)         | 0:1          | ГКС (Катовиці)       |
| Іглоополь (Дембиця)    | 2:1 дч       | Шомберки (Битом)     |
| Сталь (Щецін)          | 1:1 пен. 2:4 | Балтик (Гдиня)       |
| Арконія (Щецин)        | 0:1          | Шльонськ (Вроцлав)   |
| Лехія (Зелена Гура)    | 0:4          | Лех (Познань)        |
| Гвардія (Щитно)        | 2:5          | ЛКС (Лодзь)          |
| Мото (Єльч Олава)      | 1:1 пен. 4:3 | Заглембє (Сосновець) |
| Влукняж (Паб'яниці)    | 0:2          | Краковія (Краків)    |
| Буґ (Вишкув)           | 0:5          | Мотор (Люблін)       |
| Бронь (Радом)          | 0:0 пен. 4:2 | Вісла (Краків)       |
| 28 жовтня 1984         |              |                      |
| Гвардія (Варшава)      | 3:2          | Погонь (Щецин)       |

## 1/8 фіналу
| Команда 1          | Рахунок      | Команда 2           |
| ------------------ | ------------ | ------------------- |
| 28 жовтня 1984     |              |                     |
| Мото (Єльч Олава)  | 0:1          | Іглоополь (Дембиця) |
| 21 листопада 1984  |              |                     |
| П'яст (Нова Руда)  | 0:3          | Відзев (Лодзь)      |
| Мотор (Люблін)     | 0:2          | Легія (Варшава)     |
| Гвардія (Варшава)  | 0:3          | Гурник (Забже)      |
| Бронь (Радом)      | 0:1          | ГКС (Катовиці)      |
| Краковія (Краків)  | 1:2          | Лех (Познань)       |
| Вікторія (Явожно)  | 0:1          | ЛКС (Лодзь)         |
| 28 листопада 1984  |              |                     |
| Шльонськ (Вроцлав) | 1:1 пен. 3:5 | Балтик (Гдиня)      |

## 1/4 фіналу
| Команда 1           | Заг. | Команда 2       | 1-й матч | 2-й матч |
| ------------------- | ---- | --------------- | -------- | -------- |
| 2/13 березня 1985   |      |                 |          |          |
| Гурник (Забже)      | 5:3  | Легія (Варшава) | 3:1      | 2:2      |
| 3/13 березня 1985   |      |                 |          |          |
| Лех (Познань)       | 1:3  | Відзев (Лодзь)  | 0:0      | 1:3      |
| Іглоополь (Дембиця) | 2:4  | ГКС (Катовиці)  | 2:2      | 0:2      |
| Шльонськ (Вроцлав)  | 1:2  | Балтик (Гдиня)  | 1:1      | 0:1      |

## 1/2 фіналу
| Команда 1               | Заг. | Команда 2      | 1-й матч | 2-й матч |
| ----------------------- | ---- | -------------- | -------- | -------- |
| 3 квітня/13 червня 1985 |      |                |          |          |
| Відзев (Лодзь)          | 4:3  | Гурник (Забже) | 3:0      | 1:3      |
| ГКС (Катовиці)          | 3:1  | Балтик (Гдиня) | 1:0      | 2:1      |

## Фінал
| 26 червня 1985 |

| Відзев (Лодзь)                   | 0:0      | ГКС (Катовиці)   |
| -------------------------------- | -------- | ---------------- |
| Фурток 22', 27', 87' Конярек 83' | Протокол | Коморницький 47' |

| Сілезький стадіон, Хожув Глядачів: 55 000 Арбітр: Януш Екштайн |

|                                                    |     | Пенальті                       |  |
| Вуйцицький · Дзекановський · Мислінський · Болєста | 3:1 | Беґун · Матис · Зайонц · Лучак |  |